# Hugo Kołłątaj
Hugo Stumberg Kołłątaj (más írásmóddal: Kołłontay; írói álnevei: Anonim, Jeden Obywatel, H. K., X. H. K.), (Dederkały Wielkie, 1750. április 1. – Varsó, 1812. február 28.) lengyel katolikus pap, egyetemi tanár, jogász, politikus, államférfi, szép- és közíró.
Lengyelország a 18. század közepére válságba került. Részben a politikai élet belső zavarai gyengítették, részben szomszédai, a Porosz Királyság, az Orosz Birodalom és a Habsburg Birodalom fenyegette. A társadalom a veszélyekre a felvilágosodásra alapozott reformok sorával válaszolt, megalkotta többek között Európa első írott, kartális alkotmányát, a Május 3-i alkotmányt. A reformok csúcsát a nagy szejm (lengyelül: Sejm Wielki) működése jelentette. Ennek bukása után a lengyelek Kościuszko Tádé (Tadeusz Kościuszko) vezetésével fegyverrel próbálták menteni országukat. A kísérlet sikertelen maradt, Lengyelország három felosztása során 123 évre elvesztette önállóságát.
Kołłątaj a lengyel felvilágosodás fontos alakja, a Krakkói Akadémia (mai nevén: Jagelló Egyetem) rektora, szatirikus és költői művek szerzője, geográfus, történész, filozófus, valamint az alkotmány egyik megszövegezője volt. Kivételes képességeit nemcsak a szellem területén bontakoztatta ki. Sikeres üzletemberként gazdaságot működtetett, több politikai csoportot vezetett, részt vett a felkelés megszervezésében, a bukás után pedig hosszú időn át raboskodott. Kortársaira és a későbbi nemzedékekre való hatását mutatja, hogy Jan Matejko lengyel festő 1791. május 3-i alkotmány és Kościuszko Racławicénél című képein ő az egyik központi alak.

## Élete
Középnemes családba született, 1756-ban Nieciesławice-be költöztek. Alsóbb iskoláit Pińczówban végezte, majd a Krakkói Akadémián képezte magát, ahol 1768-ban megszerezte a filozófia doktora címet. 1770 és 1774 között Bécsben folytatta tanulmányait, ezt követően pedig Rómában jogi és teológiai doktori címet szerzett, valamint itt szentelték pappá.

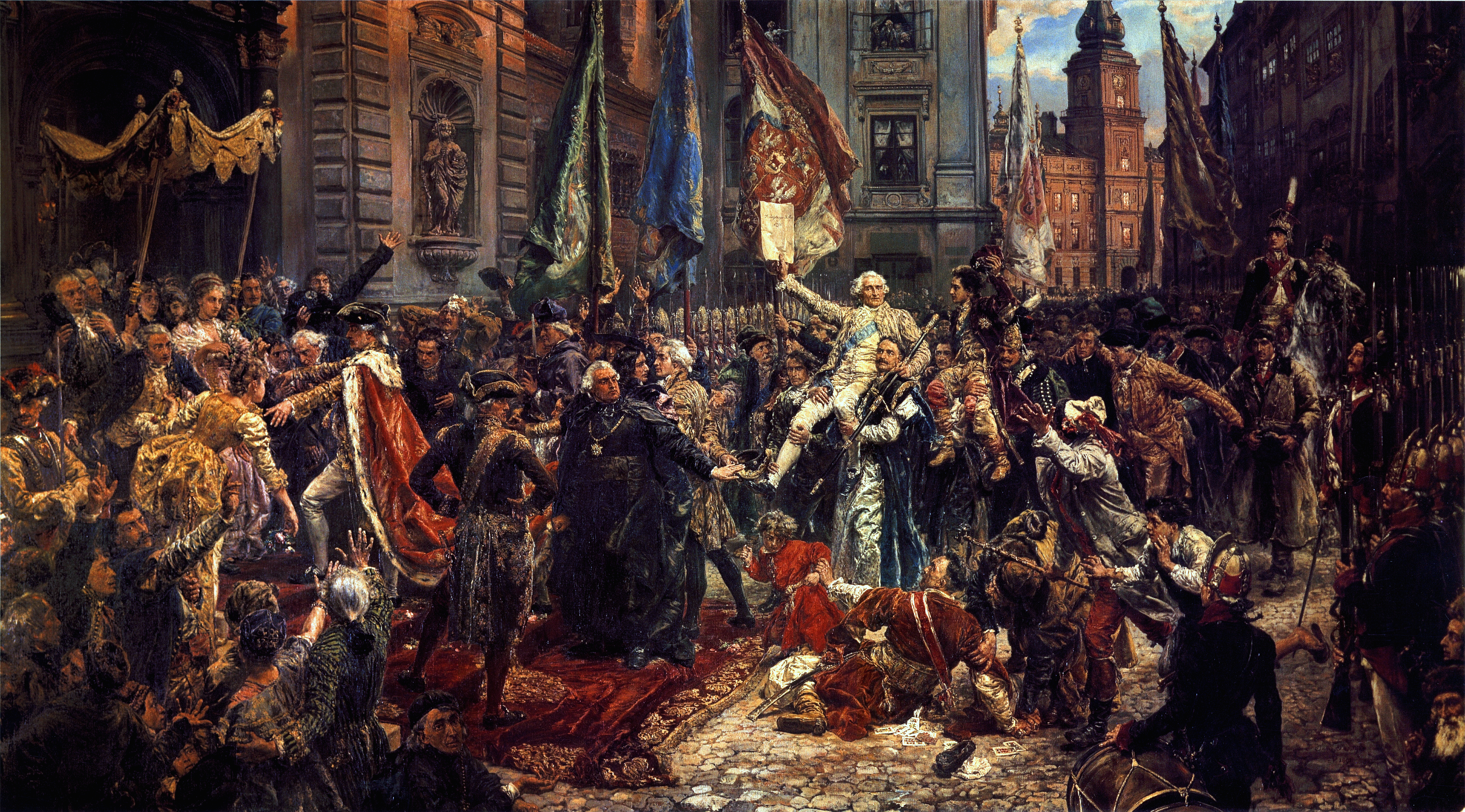
Jan Matejko: 1791. május 3-i alkotmány (1891).
A kép közepén fekete papi ruhában Kołłątaj.

Lengyelországba való hazatérése után papi szolgálatát Krakkóban, Pińczówban és Krzyżanowice Dolne-ban teljesítette. Utóbbi faluban új templomot alapított. Hamarosan bekapcsolódott a Nemzeti Oktatás Bizottsága (Komisja Edukacji Narodowej, KEN), és a Társaság az Elemi Iskolai Tankönyvekért (Towarzystwo do Ksiąg Elementarnych) nevű állami reformszervezetek munkájába. E szervezetek modern országos iskolarendszer kiépítését végezték. (Előbbit a világtörténelem legelső oktatási minisztériumának tartják, utóbbi két évtized alatt 27 tankönyvet jelentetett meg a közoktatás számára.) 1777 és 1780 között a Krakkói Akadémián részt vett a politikai szempontból is jelentős tanügyi reformok kidolgozásában. Ekkor lett az oktatás nyelve a latin helyett a lengyel, bevezették a természettudományi képzést, a lengyel irodalom oktatását és megnyitották a kapukat a városi polgárságból származó diákok előtt. De modern orvosi klinikát, laboratóriumokat, csillagászati obszervatóriumot, botanikus kertet ugyancsak építettek az oktatás és a kutatás számára is. 1782-től 1786-ig az egyetem rektora volt, kinevezését 32 évesen nyerte el.
1786-ban magas állami tisztséget kapott, litván referendáriusnak (Referendarz wielki litewski) nevezték ki. Varsóba költözött, az Óváros tér nyugati oldalán állt a háza. Itt alapította meg Hámor (Kużnica) nevű politikai csoportját, mely élesen bírálta a köztársaság (Rzeczypospolitej) elavult politikai és társadalmi szerkezetét. A társaságnak tagja volt többek között Francis Xavier Dmochowski és Franciszek Salezy Jezierski is. 1788-1789 során írta Stanisław Małachowskinak címzett „névtelen leveleit”, melyekben tervet dolgozott ki az állam megreformálására. Ez később az egyik szellemi alapja lett az 1791-ben megalkotott, korszakos jelentőségűvé vált május 3-i alkotmánynak.
1788 és 1792 között képviselőként működött a nagy szejmben. A Hazafias Párt (Stronnictwo Patriotyczne) egyik legaktívabb, egyben igen radikális képviselője volt, akinek a nézetei közel álltak a jakobinusokéhoz. 1790. április 29-én például testvérével, Rafał Kołłątajjal együtt elfogadta a varsói polgár címet. Részt vett a május 3-i alkotmány megszövegezésében, majd ennek elfogadása után megalapította az Alkotmány barátai (Zgromadzenie Przyjaciół Konstytucji Rządowej) nevű politikai csoportot. A tömörülés célja az volt, hogy a nemesség bizonytalankodó részét meggyőzze az alkotmány rendelkezéseinek helyességéről, valamint hogy további mélyebb változásokat készítsen elő a politikai és állami életben. Mindeközben újabb állami tisztséget vállalt, a korona alkancellárja lett.

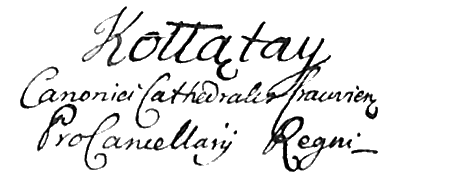
Alkancellári aláírása 1791. május 19-én.

1792. május 22-én a reformok ellen fellépő Orosz Birodalom fegyveres erővel tört be Lengyelországnak az első felosztás után megmaradt területére. Július 23-án a király, II. Szaniszló Ágost (Stanisław August Poniatowski) – talán a véráldozat elkerülése érdekében – felszólította, hogy mielőbb csatlakozzék az oroszbarát targowicai konföderációhoz. A rákövetkező éjszakán Ignacy Potockival, Kościuszkoval és a Hazafias Párt több más vezetőjével együtt Varsóból Szászországba menekült. A lengyel fővárosban nem sokkal később véres pogromot rendeztek az oroszok.
Az emigráció idején részt vett a Kościuszko-felkelés előkészítésében és megszervezésében. Tagja lett a Legfelsőbb Nemzeti Tanácsnak (Rady Najwyższej Narodowej), ami a központi kormányzati ügyeket vitte. A pénzügyminiszteri feladatokat látta el, s újabb, radikálisabb reformok előkészítésén dolgozott, amelyek túlléptek a május 3-i alkotmány keretein. Részt vett a felkelés legfontosabb rendeletének, a połanieci univerzálénak a megszövegezésében. Ez a jobbágyfelszabadítást rendezte úgy, hogy ha feltételekkel is, de elismerte a jobbágy személyes szabadságát.
Munkáját nem fejezhette be, mert a felkelés 1794. november 4-én a Varsó melletti pragai csatában döntő vereséget szenvedett az oroszoktól, és újra menekülnie kellett. Velencébe igyekezett eljutni, de az osztrák hatóságok a Galícia és Magyarország közötti úton december 6-án letartoztatták. Rabsága nyolc éven át 1802-ig tartott. Kis ideig a csehországi József-erődben, majd Olmützben tartották fogva. Publicisztikai életműve ezekben az években számos területen kiteljesedett.
Szabadulása után Wołyńban telepedett le, ahol Tadeusz Czackival szövetkezve a társalapítója lett a Kremenyeci Líceumnak (Liceum Krzemienieckie). Az iskola később legendás hírűvé vált, gyakran nevezték „Volinyi Athénnek”. 1802-ben ő volt az első, aki kutatni kezdte a lengyel folklórt.
1807-1808 folyamán ismét fogságban volt. Az orosz hatóságok Moszkvába deportálták, mivel újabb felkeléstől tartottak. Hazatérése után (1809) tagja lett a Varsóban működő Tudomány Barátainak Társasága (Towarzystwa Warszawskiego Przyjaciół Nauk) nevű szervezetnek, ami a lengyel tudományos akadémia egyik elődje volt.
Élete utolsó éveit a Varsói Hercegség területén töltötte. Magányosan halt meg hosszú betegeskedés után. Varsóban a Powązki temetőben (Cmentarz Powązkowski) nyugszik. Szívét Wiśniowa templomában helyezték el, ahol bátyja, Rafał élt.

## Munkássága

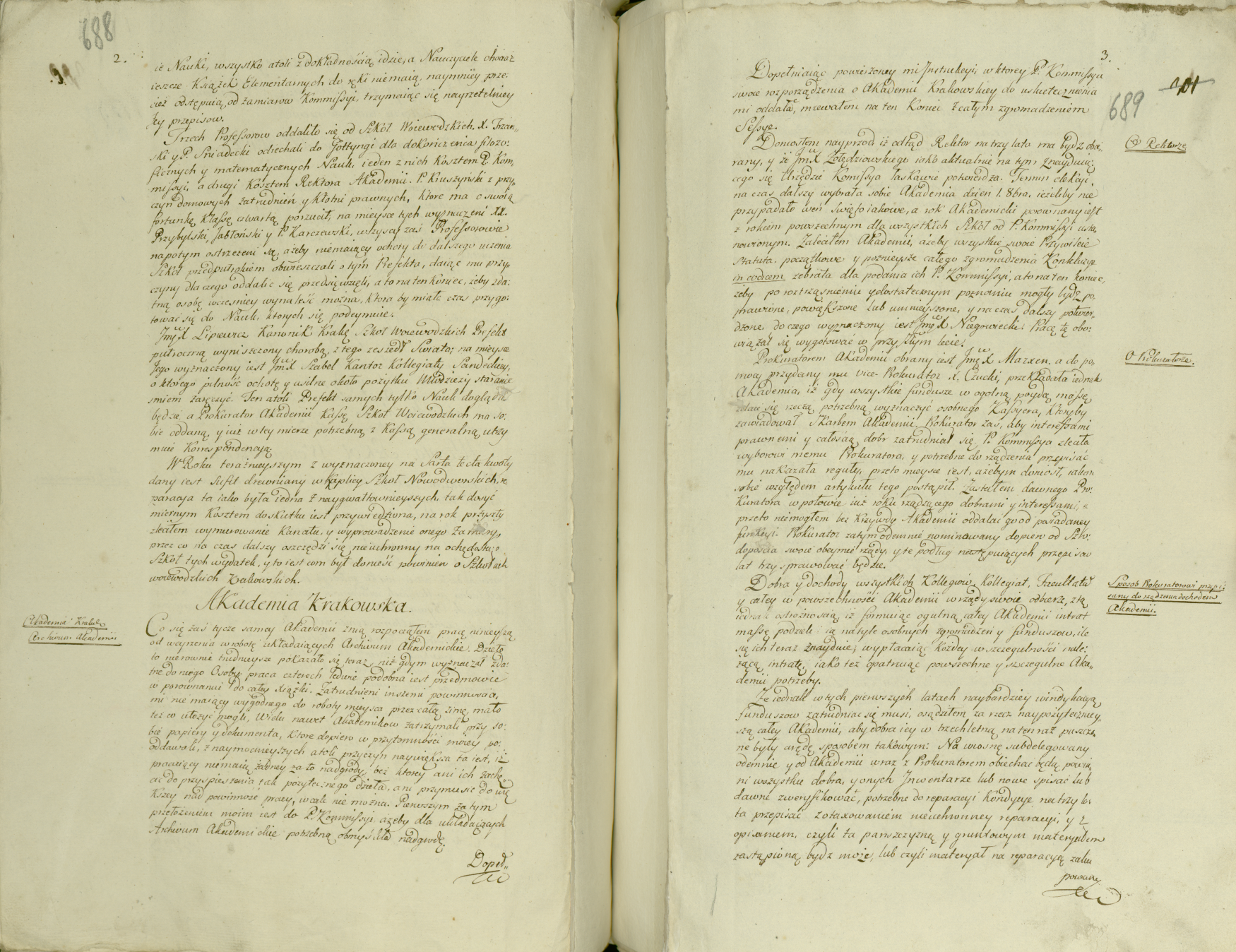
Az Akadémia reformjával kapcsolatos utasításai

### Publicisztika
Publicistaként a tudomány, az oktatás és nevelés ügye, a társadalom és államhatalom kérdései foglalkoztatták. Írásaiban olyan reformokat fogalmazott meg, amelyek az alapját jelentették a polgári jellegű alkotmány rendelkezéseinek. Főbb jogelvei: királyválasztás helyett trónöröklés, rendszeresen ülésező országgyűlés, a liberum veto eltörlése, általános adókötelezettség, a főnemesek (mágnások) hatalmának korlátozása, a városi polgárok jogegyenlőségének rendezése, a jobbágyság felszabadítása. Börtönévei alatt történeti, filozófiai és művelődésügyi tanulmányok sorát írta meg. Szabadelvű nézetei miatt szemben állt a Vatikánnal.
Demokratikus felfogása miatt gyakran nevezték „lengyel Robespierre-nak”. Stanisław Staszictól, a másik nagy lengyel teoretikustól eltérően nem az erős monarchia megalakításában, hanem a modern republikanizmusban látta Lengyelország sorsának megoldását. Ő fogalmazta meg a városok követeléseit tartalmazó azt a memorandumot, amelyet 1789. december 2-án Jan Dekert és az ún. fekete menet (Czarna procesja) vitt a királyi palotához. A dokumentumban a városi polgárok jogegyenlőségét követelték. A tüntetés hozzájárult a városi polgárokról szóló törvény 1791. április 18-án történő megalkotásához. A jogszabály néhány nap múlva az alkotmány részévé vált.
Főbb művei:
- Listy Anonima (1788–1789) – Egy névtelen levelei
- Prawo polityczne narodu polskiego (1790) – A lengyel nemzet politikai jogai
- O ustanowieniu i upadku Konstytucji 3 Maja (1793) – Az 1791. május 3-i alkotmány születése és bukása (Potockival és Dmochowskival együtt)
- Uwagi nad tą częścią ziemi polskiej, którą od Traktatu Tylżyckiego zwać poczęto Księstwem Warszawskim (1808)
- Stan oświecenia w Polsce w ostatnich latach panowania Augusta III (1841) – A felvilágosodás helyzete Lengyelországban III. Ágost uralkodásának utolsó éveiben
- Porządek fizyczno-moralny (1810) – A fizikai-erkölcsi rend
- Naukowe podstawy polityki – A politika tudományos alapjai
- Miasta i mieszczanie – A városok és a városi polgárok
- Rozbiór krytyczny zasad historii o początkach rodu ludzkiego, czyli racjonalistycznie pojęty wstęp do historii (1802–1806)
- O politycznym stanio Europy. – Az európai politikai helyzetről

### Közgazdaságtan
Fiatal korától foglalkozott a modern gazdálkodás kérdéseivel, de nemcsak tudósként, hanem gyakorló üzletemberként is, nagy vagyont keresve. Staszichoz hasonlóan – aki 1816-ban elsőként újszerű, mezőgazdasági szövetkezeteket hozott létre – főképp fiziokrata nézeteket vallott, bár Krakkóban ekkoriban már Adam Smith és az angol liberális politikai gazdaságtan eszméi is hatottak. Mint üzletember, hajózással, szállítással, sóbányászattal, műgyűjtéssel foglalkozott. Birtokain a robotoltatásról áttért a bérleti rendszerre.

### Orvosképzés

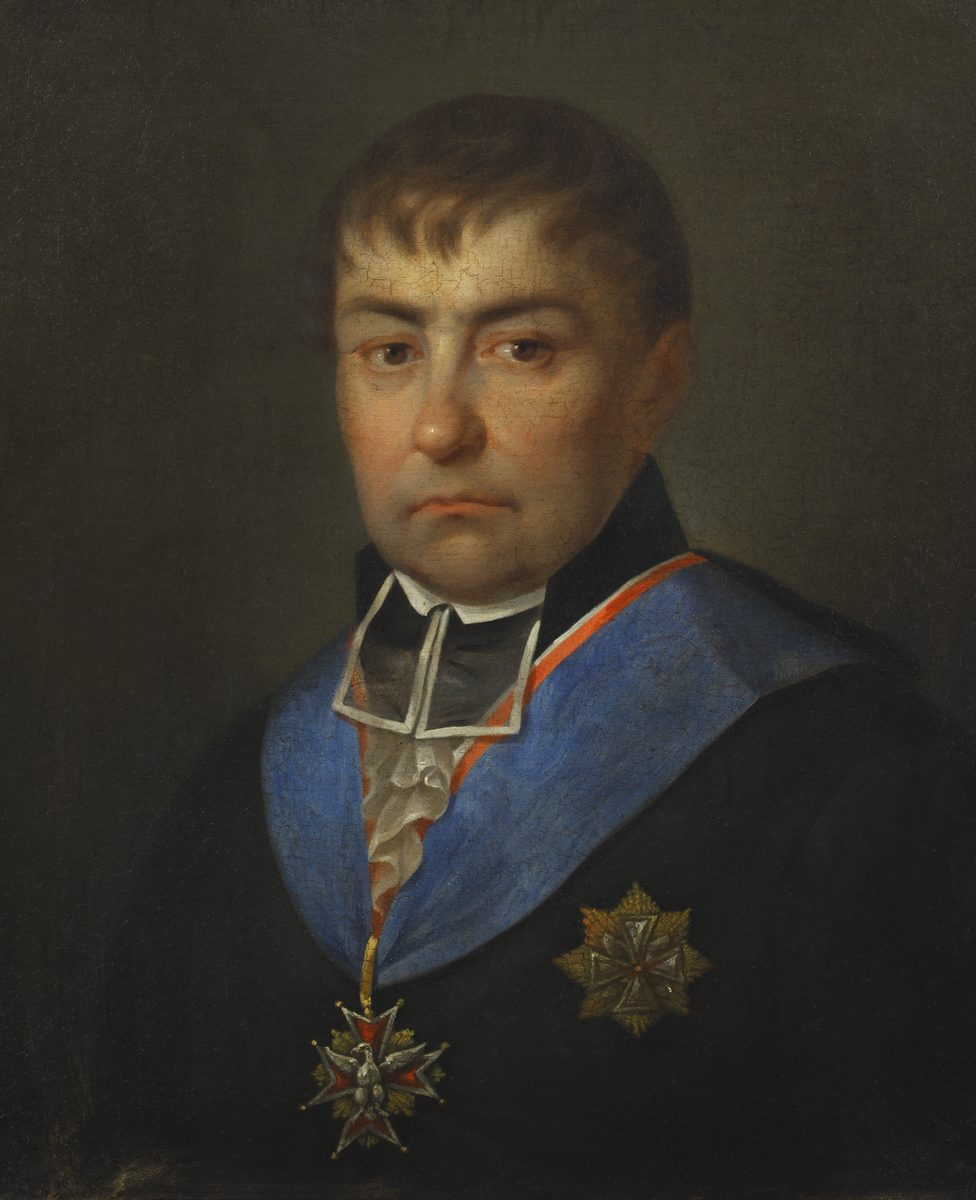
Időskori portréja. (J. Pfeiffer, 1810)

Egyetemi reformjait is Stasziccal együttműködve hajtotta végre. Krakkóban 1773-ban mindössze 15 hallgató iratkozott be az egyetemre, az orvosi karra pedig csak egy. A reform részeként kijelölték a szükséges elméleti és gyakorlati tantárgyakat, majd ezekhez tanszékeket rendeltek. A képzés két szinten folyt, a hatéves orvosi képzés mellett hároméves sebészképzés működött. Felállítottak egy hatvanágyas gyakorlókórházat, beindították a bábaképzést, és a természettudományos kart bevonva gyógyszerészképzést indítottak. A Báthory István által alapított vilnói egyetemet krakkói mintára szintén megreformálták. 1809-ben az irányításával nyílt meg egy négykaros egyetem Varsóban.

### A jobbágyságról
Számos kortársához hasonlóan mélyen hit az emberek közötti egyenlőségben, s tagadta, hogy egyik a másiknak jogilag alávetetten éljen. Bár a paraszti rend eltörlését nem kívánta, úgy gondolta, hogy a földesúr (tulajdonos) és a földművelő közötti szerződéses viszony alapján rendezhető a helyzetük. A fő kérdésnek tehát a földesúr tulajdonának megvédését, másfelől a jobbágyok felszabadítását, szerződéses szabadságának biztosítását tartotta. „Ez a föld, melyet a Gondviselés keze az emberi szabadság számára rendelt, ne tűrje meg többé méhében a rabszolgák legnyomorultabbikát! (...) Legyen a földműves személyét és kezét illetően szabad, de legyen oly törvény alá rendelve, melyre saját magának szüksége van. Nincs földje, de van dolgos keze, amellyel saját magát élelmezni és az urát gazdagítani tudja. Kössenek szerződést (...) Az ilyen szerződéseket, ha azok az emberi jóakarat művei, mindkét félnek szentül be kellene tartania.”

### Külpolitika
Mind a nagy szejm, mind a felkelés idején jelentős szerepet vitt a lengyel külpolitika alakításában. 1793 februárjában Kościuszkoval kész terveket dolgozott ki a franciák számára a velük szemben álló orosz és osztrák erők gyengítése érdekében. A tervek szerint előbb francia-svéd és francia-török szövetség megkötésére került volna sor, majd Svédország a Balti-tengeren megtámadta volna Oroszországot annak érdekében, hogy a franciák fegyvert tudjanak szállítani a lengyeleknek. Törökország ezután pedig Oroszországot, illetve a Habsburg Monarchiát támadta volna meg a fekete-tengeri francia flotta támogatásával. Úgy gondolták, hogy a tényleges harcok megkezdése előtt zavargásokat, felkeléseket szítanak Magyarországon, Galíciában, Csehországban, Sziléziában, Poroszországban és Oroszországban.

### Földrajz

Családi címere horgonnyal.

Olmützben írta meg korszakos jelentőségű geográfiai művét, amelyben tisztázta a geológiai idő fogalmát és lefektette a társadalmi-gazdasági földrajz (antropogeográfia, emberföldrajz) tudományos alapjait. Olyan későbbi tudósok munkáját alapozta ezzel meg, mint Charles Lyell és Friedrich Ratzel.

### Kitüntetései
- Szent Szaniszló-rend (Order Świętego Stanisława), 1786
- Fehér Sas-rend (Order Orła Białego), 1791

## Kołłątaj és Magyarország
Kołłątaj és általában a lengyel felvilágosodás nemigen ismert Magyarországon. Művei nem hozzáférhetőek magyar nyelven, a különféle elektronikus adatbázisokban a neve ritkán szerepel. Jellemző, hogy a róla szóló kevés számú lexikoncikk sem tud vele kapcsolatos magyar nyelvű irodalmat ajánlani. Bár 2012-ben, halálának 200. évfordulóján Lengyelországban emlékévet tartottak, de a lengyel állam által működtetett Budapesti Lengyel Intézet weblapján nem említették a nevét.
Ring Éva jegyzi meg, hogy bár 1793-ban maga Kołłątaj lépett kapcsolatba a magyar jakobinusokkal, illetve 1794-ben a második Kosciuszko-felkelés szintén kapcsolatban állt velük, de a magyar történettudomány alig akar tudomást venni erről: „...Benda (Kálmán) is notórius hazudozóként mutatta be Martinovicsot, azt állítván, hogy a lengyel kapcsolatok teljesen légből kapottak voltak. Jan Reychman a forráskiadványról írott recenziójában ugyan tapintatosan figyelmeztette a magyar történészeket, hogy láthatólag igen keveset tudnak a 18. századvégi lengyel emigráció különböző terveiről, de az ő megjegyzései sem változtattak a magyar történetírás álláspontján. Csak 1970 után (...) támadt némi érdeklődés a kérdés iránt (...)”.

## Fordítás
- Ez a szócikk részben vagy egészben a Hugo Kołłątaj című lengyel Wikipédia-szócikk ezen változatának fordításán alapul.  Az eredeti cikk szerkesztőit annak laptörténete sorolja fel. Ez a jelzés csupán a megfogalmazás eredetét és a szerzői jogokat jelzi, nem szolgál a cikkben szereplő információk forrásmegjelöléseként.